# مارک مزوینسکی
مارک مزوینسکی (انگلیسی: Marc Mezvinsky؛ زادهٔ ۱۵ دسامبر ۱۹۷۷) بانکدار سرمایه‌گذاری آمریکایی و از مؤسسین صندوق پوشش ریسک ایگلویل پارتنرز، و شوهر چلسی کلینتون، دختر وزیر امور خارجه سابق هیلاری کلینتون و رئیس جمهور سابق بیل کلینتون است.

## اوایل زندگی
مزوینسکی در فیلادلفیا، پنسیلوانیا زاده شد و حین بزرگ شدن به یک کنیسهٔ یهودیت محافظه‌کار می‌رفت. والدین او هر دو نمایندگان سابق دموکرات مجلس نمایندگان ایالات متحده آمریکا هستند. پدرش ادوارد مزوینسکی (م. ۱۹۳۷) است، که با ترفند پانزی و کلاهبرداری ایمیلی ۱۰ میلیون دلار از مردم اختلاس کرد، و در سال ۲۰۰۱ مجرم شناخته و محکوم شد. مادرش نماینده حوزه انتخابیه سیزدهم پنسیلوانیا از ۱۹۹۳ تا ۱۹۹۵ بود. آنها کوتاه مدتی پیش از محکومیت مزوینسکی اعلام ورشکستگی کرده و طلاق گرفتند.
مزوینسکی چلسی کلینتون را نخستین بار در نوجوانی در سال ۱۹۹۳ در یک کنفرانس دمکرات در هیلتن هید، کارولینای جنوبی دید. او لیسانس مطالعات دینی و فلسفهٔ خود را در سال ۲۰۰۰ از دانشگاه استنفورد دریافت کرد. او دوستی خود را با چلسی در این دوران حفظ کرد. مزوینسکی بعدها فوق لیسانس فلسفه، سیاست و اقتصاد را از دانشگاه آکسفورد دریافت کرد. مزوینسکی در سال ۲۰۰۵ شروع به قرارگذاشتن با کلینتون کرد.